# السلوك الأخلاقي للطفل
في جميع الأوضاع الاجتماعية توجد قواعد لتوجيه السلوك الاجتماعي والشخصي، لذا تتطلب الحياة البشرية ان تكون هناك وان يكون الافراد قادرين على تحمل وافتراض ان هذه القواعد يجب مراعاتها.
وينطوي السلوك الاخلاقي على تبني مبادئ تقود الناس إلى تقييم بعض الأعمال على انها صحيحة وغيرها خطأ، والحكم على افعالهم وفقا لهذه المبادئ التي تعطي معنى للحياة.
ويشير البحث الذي قام به Hugh hartshorne and Maller،1929، حول السلوك الاخلاقي لحوالي (11000) طفل في العديد من الحالات المتضمنة العمل في الفصل والواجبات المنزلية والألعاب الجماعية والمسابقات الرياضية. قد أعطيت للأطفال الفرص للكذب والغش والسرقة في ظروف كانت تشاهد دون علمهم وقد لوحظ ان هناك قدرا كبيرا من عدم الاتساق في سلوك الأطفال، على سبيل المثال لم يكن من الممكن للباحثين التنبؤ بما إذا كان الطفل إلى غش في امتحان سيغش أيضا في امتحان اخر، في بعض الاحيان يتصرفوا بشكل مختلف في موقف مختلف، فان مواقف الأطفال متنوعة ومعقدة واحيانا متناقضة. 
ولذلك فالحالة التي وجد الأطفال فيها أنفسهم كان له تأثير كبير في تحديد العواطف والاتجاهات.
وجد الباحثون علاقة عكسية بين الغش والذكاء، ولكن العلاقة محددة على الاختبارات
الطبيعية الاكاديمية وتقل عندما يكون الموقف غير اكاديمي، فالأطفال ذو الذكاء المنخفض والإنجاز المنخفض الذين يمرون بتجربة الفشل في المدارس يقودهم لمحاولة تحسين وضعهم الاكاديمي من خلال الغش فالذكاء والاخلاق ليسا نفس الشيء.
اما العمر فانه احيانا يقال بان الأطفال الاصغر سنا هم أكثر براءة من الأطفال الأكبر سنا. ونتيجة لذلك فانهم أكثر صدقا، لكن الابحاث لا توفر ادلة كثيرة على ان الأطفال يصبحون اقل صدقا عندما يكبرون، ولا يتكون السلوك الاخلاقي فقط من مراقبة ومراعاة المحظورات التي تمنع السلوك السيء ولكن يشمل أيضا السلوك الاجتماعي والذي يتضمن استجابة الافراد الآخرين من خلال التعاطف والتعاون والثقة والمساعدة والاقدام وما إلى ذلك.
و السلوك الاجتماعي هو مفهوم عام يتضمن العديد من المصطلحات التي ذكرها بعض من الباحثين، وتظهر الابحاث ان العديد من النصائح الشفوية له تأثير قليل على السلوك الاجتماعي الواضح للاطفال، لذلك يجب ان يدرك المعلمون ان افعالهم مسموعة أكثر من نصائحهم التي يلفظونها بألسنتهم، وايضا عندما ينصح النموذج ويحفز على الأعمال الخيرية لكنه يظهر الطمع فسيتأثر الأطفال بما يقومون به حقيقة وليس ما يقولون .